# ピースパーク
株式会社ピースパーク(英称:Peace park)は長崎県長崎市に本社を持つ、パチンコ店の「ピースパーク」の運営や衣料品店「チベタンマーケット」と「インディコブルー」、飲食店の「えびすうどん」、浴場のマンダリン・マッサージ&スパなどを運営している企業である。

## 概要
戦後間もない1949年に中島義雄がパチンコ店のピースパーク第一号店を開店。
その後1994年に株式会社ピースパークを設立。
1980年代後半になるとパチンコ店の運営以外の事業にも参入し、衣料品店「チベタンマーケット」と「インディコブルー」、浴場の「マンダリン・マッサージ&スパ」を開店させるなど多角化もしている。

## 沿革
- 1949年(昭和24年)　長崎市新地町に遊技場として創業
- 1961年(昭和36年)　有限会社　大黒商事設立
- 1963年(昭和38年)　長崎市銅座町に移転
- 1981年(昭和56年)　本社ビル竣工
- 1985年(昭和60年)　雑貨・衣料品部門　グラシャスストアー開店
- 1991年(平成3年)　雑貨・衣料品部門　チベタンマーケット、雑貨・衣料品卸売部門　マザーズファクトリー開業
- 1994年(平成6年)　株式会社　ピースパーク設立
- 1995年(平成7年)　遊技場部門　ピースパーク古賀駅前店、ピースパーク葉山店　開店
- 1996年(平成8年)　有限会社　大黒商事を株式会社に変更
- 1998年(平成10年)　ピジョンネットワークサービス株式会社設立（資本金1,000万円、人材派遣業）
- 2001年(平成13年)　ピースパーク浜町店　開店
- 2003年(平成15年)　株式会社ピースパークに株式会社大黒商事を合併
- 2005年(平成17年)　浴場部門　石の癒長崎店　開店
- 2007年(平成19年)　インディコブルー開店
- 2008年(平成20年)　石の癒長崎店を「マンダリン・マッサージ&スパ」に名称変更

## ピースパークの運営する店舗
- ピースパーク　浜町店
- ピースパーク　葉山店

## かつて存在したピースパークの店舗
- ピースパーク　京泊店（2018年11月18日閉店）
- ピースパーク　古賀駅前店[2]（2015年5月閉店）
- ピースパーク　目覚店（2022年9月19日閉店）

## グループ会社
- 株式会社ピジョンネットワークサービス